# Lupinus praealtus
Lupinus praealtus är en ärtväxtart som beskrevs av Charles Piper Smith. Lupinus praealtus ingår i släktet lupiner, och familjen ärtväxter. Inga underarter finns listade i Catalogue of Life.